# 藤原清房
藤原 清房（ふじわら の きよふさ）は、平安時代末期から鎌倉時代前期にかけての公家・廷臣。勧修寺清房とも呼ばれる。

## 略歴
藤原房前を祖とする藤原北家一門・勧修寺流の藤原盛憲の子として誕生。
祖父・顕憲の養子としてその家を継ぐという。父・盛憲、叔父・経憲は共に保元元年（1156年）の保元の乱で流罪となり、一時一家は没落するが、清房は従姉妹の在子が入内した後鳥羽天皇に近侍し家運の回復に努める。しかし、承久3年（1221年）の承久の乱の結果、後鳥羽上皇が隠岐国へ流罪となると、清房もこれに従い、出家の上隠岐へと下った。晩年は上皇が寵愛した伊賀局に仕えていた事が知られている。仁治元年（1240年）12月5日、出羽守に任ぜられる。
次男・重房は丹波国何鹿郡上杉庄を領して上杉重房となり、6代将軍・宗尊親王と共に関東の鎌倉へ下ることになる。この重房が室町時代に関東管領・守護大名などを輩出する上杉氏の祖である。

## 系譜
- 父：藤原盛憲
- 母：不詳
- 養父：藤原顕憲
- 妻：不詳
- 生母不詳の子女
  - 長男：
  - 次男：上杉重房（?-?）- 上杉氏の祖
  - 養子：水野経村（実父は近衛道経）